# 満洲民族
- 満洲民族
- 滿洲民族
- 満州民族

満洲民族（まんしゅうみんぞく、マンジュみんぞく、満洲語: ᠮᠠᠨᠵᡠ
ᡠᡴ᠋ᠰᡠᡵᠠ、転写: manju uksura）は、ツングース系民族の一つで、中国東北部、ロシア沿海地方（旧満洲）などに発祥し、現在は中国各地に散在している民族である。満洲族（まんしゅうぞく、マンジュぞく）、満族（まんぞく、マンぞく）などとも呼ばれる。
同じく中国東北部に興り、かつて金を建国した女真を祖先とする。17世紀に現在の中華人民共和国およびモンゴル国の全土を支配する清を興した。清朝では、民族全体が八旗（満洲語: ᠵᠠᡴᡡᠨ
ᡤᡡᠰᠠ、転写: jakūn gūsa、八つの旗）に組織され（満洲八旗）、蒙古八旗、漢軍八旗と呼ばれる主にモンゴル人や漢人によって構成された軍事集団八旗のメンバーとともに旗人とも呼ばれた。同系の民族にシベ、ウデヘ、ナナイ、ウリチ、ウィルタなどがある。中華人民共和国による民族識別工作では、蒙古八旗や漢軍八旗も含む「旗人の末裔」全体が「満族」に「識別」（＝区分）され、「55の少数民族」の一つとされた。2010年の中国の国勢調査では人口1,038万人とされ、「少数民族」としてはチワン族・回族に次ぐ人口である。

## 概要

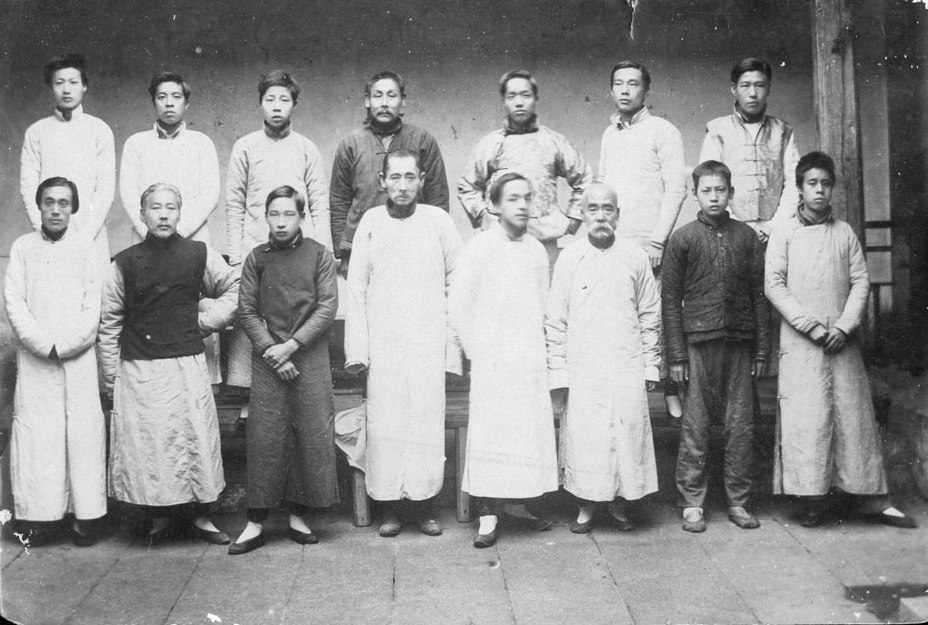
福州の満洲民族（1915年）

「満洲」の漢字は満洲語の民族名ᠮᠠᠨᠵᡠ、manju（マンジュ）の当て字で、元来は「満洲」であるが、現在の日本では一般に常用漢字をもって「満州」と表記することが多い。
満洲については「洲」の文字が含まれていることから、満洲民族の興った地域は、現在でも英語では満洲民族の土地という意味でマンチュリア（“Manchuria”）のように地域呼称として用いられ、これに対応して日本語でも「中国東北部」を指す広域地名「満洲（満州）」と呼ばれたり、国境の町「満洲里」など地域名称のイメージが強い。特に民族のことを指す場合は、満洲民族、満洲族、満洲人、満人などと表記する。しかし、中国語においてはあくまでも民族名であり、土地の名前ではない。満洲語においても "ᠮᠠᠨ᠋ᠵᡠ, manju" は専ら満洲族を指し、「満洲語 (ᠮᠠᠨ᠋ᠵᡠ
ᡤᡳᠰᡠᠨ, manju gisun) 」、「満洲文字 (ᠮᠠᠨ᠋ᠵᡠ
ᡥᡝᡵᡤᡝᠨ, manju hergen）」なども「満洲人の言葉」「満洲人の文字」と解される。
民族名である 満洲/マンジュの起源については諸説あり、今のところ不明である。しばしば、サンスクリット語のマンジュシュリー（文殊師利、文殊菩薩のこと）に由来するともいわれるが、元来は16世紀までに女真の名の下に括られていた人々のうち、建州女直に属する5つの部族（スクスフ、フネヘ、ワンギャ、ドンゴ、ジェチェン）を一括する呼称であった。日本の東洋史学者である岡田英弘は清朝時代のダライ・ラマが「マンジュと言われるからには、清朝皇帝は文殊菩薩の化身である」と宣伝したものを第6代皇帝の乾隆帝が政治的に利用したところから、文殊菩薩が民族名の由来となったという俗説が生まれたのではないかとしている。
現在の中華人民共和国のもとでは、モンゴル人・漢人の末裔の一部（旧「蒙古八旗」、旧「漢軍八旗」の末裔ら）と合わせて「満族」（Mănzú）としてひとくくりにされ、中華人民共和国の55の少数民族の一つと位置付けられている。1911年の辛亥革命による清朝崩壊後は排斥を受けた過去を持ち、1949年に中華人民共和国が成立した後には他の少数民族と同じく区域自治権が与えられ、合計11の自治県がある（一覧は後述）。映画『ラストエンペラー』で知られる清朝最後の皇帝である溥儀や、戯曲『茶館』などの作品で有名な作家老舎も満洲人の出身である。

## 分布
満洲族は、かつて中国を支配した清朝旗人の末裔であり、中国全土に散在する。過半数は、遼寧省に居住しており、河北省、吉林省、黒竜江省、内モンゴル自治区、新疆ウイグル自治区、甘粛省、山東省にも分布し、北京、天津、成都、西安、広州、銀川などの大都市やその他中小都市にも居住する。清朝前期の公文書や民間史料は満洲語だけで記されているが、人びとの満洲語に対する意識は薄れており、満洲語は危機に瀕している。一方で黒竜江大学、中央民族大学、北京市社会科学院などをはじめとする大学・研究機関によっても満洲語に関する研究が行われている。満洲文字はモンゴル文字を起源とするアルファベットであり、満洲文字を解すモンゴル族の研究者（哈斯巴特爾（ハスバートル）氏など）もおられる。日本でも有名な『論語』『孟子』『詩経』『孫子兵法』など中国の伝統文化を代表する著作にも満洲語の訳本が存在し、満洲文字が漢文と併記されている。研究機関以外の場所で自学や授業を通じて満洲語を習得した学習者の人数を除いても、満洲語を解し、古文献を読むことができるレベルの学者が10名ほどに過ぎないのは疑わしい。
清朝発祥の地といわれているのが、遼寧省の撫順市の新賓満族自治県である。しかし、そこにあっても満洲民族の小学校は1校しかなく、満洲族固有の姓を用いる児童もいない。一方で、ヌルハチが城や寺を築いて最初の根拠地としたヘトゥアラ（ᡥᡝᡨᡠ᠋
ᠠᠯᠠ、hetu ala、赫図阿拉）、すなわち、同自治県の西方、永陵鎮老城村はヌルハチ即位の地であり、ヌルハチの祖先の陵墓である永陵があり、太陰暦4月18日に各地の満洲族が集まる祭礼の地となっている。
満洲民族の人口は清朝の時代には200万人ほどとされていたが、清朝滅亡後は迫害を恐れたため、続いて行われた中華民国初期の国勢調査で自らを満洲族としたのは約50万人にすぎなかったという。しかし、少数民族の権利が謳われるようになると、その人口は一気に500万人に増えたといわれている。

### 自治県・民族鎮・民族郷
| 自治県 満洲族には11の自治県がある。 - 遼寧省 - 新賓満族自治県 - 清原満族自治県 - 岫岩満族自治県 - 寛甸満族自治県 - 本渓満族自治県 - 桓仁満族自治県 - 吉林省 - 伊通満族自治県 - 河北省 - 青竜満族自治県 - 寛城満族自治県 - 豊寧満族自治県 - 囲場満族モンゴル族自治県 | 民族鎮 - 興城市 - 沙後所満族鎮 - 東辛荘満族鎮 - 郭家満族鎮 - 高家嶺満族鎮 - 四平市鉄東区 - 葉赫満族鎮 - ハルビン市双城区 - 農豊満族シベ族鎮 - 五常市 - 拉林満族鎮 - 牛家満族鎮 - チチハル市昂昂渓区 - 水師営満族鎮 - 綏化市北林区 - 綏勝満族鎮 - 永安満族鎮 - 望奎県 - 恵七満族鎮 | 民族郷 - 北京市懐柔区 - 長哨営満族郷 - 喇叭溝門満族郷 - 遵化市 - 西下営満族郷 - 湯泉満族郷 - 東陵満族郷 - 平泉市 - 七家岱満族郷 - 茅蘭溝満族モンゴル族郷 - 承徳県 - 崗子満族郷 - 両家満族郷 - 灤平県 - 安純溝門満族郷 - 平坊満族郷 - 西溝満族郷 - 鄧廠満族郷 - 五道営子満族郷 - 馬営子満族郷 - 付家店満族郷 - 興隆県 - 南天門満族郷 - 八卦嶺満族郷 - 隆化県 - 偏坡営満族郷 - 尹家営満族郷 - 廟子溝モンゴル族満族郷 - 太平荘満族郷 - 旧屯満族郷 - 西阿超満族モンゴル族郷 - 文安県 - 大囲河回族満族郷 - 赤峰市松山区 - 当鋪地満族郷 | : - カラチン旗 - 十家満族郷 - 涼城県 - 曹碾満族郷 - ホルチン右翼前旗 - 満族屯満族郷 - 康平県 - 沙金台モンゴル族満族郷 - 柳樹屯モンゴル族満族郷 - 西関屯モンゴル族満族郷 - 東昇満族モンゴル族郷 - 瓦房店市 - 三台満族郷 - 楊家満族郷 - 荘河市 - 太平嶺満族郷 - 桂雲花満族郷 - 撫順市望花区 - 拉古満族郷 - 撫順県 - 湯図満族郷 - 東港市 - 合隆満族郷 - 義県 - 地蔵寺満族郷 - 大定堡満族郷 - 遼陽県 - 吉洞峪満族郷 - 甜水満族郷 - 鉄嶺市清河区 - 聶家満族郷 - 開原市 - 林豊満族郷 - 鉄嶺県 - 白旗寨満族郷 | : - 西豊県 - 徳興満族郷 - 明徳満族郷 - 成平満族郷 - 和隆満族郷 - 営廠満族郷 - 金星満族郷 - 興城市 - 羊安満族郷 - 元台子満族郷 - 白塔満族郷 - 望海満族郷 - 劉台子満族郷 - 大寨満族郷 - 南大満族郷 - 囲屏満族郷 - 鹸廠満族郷 - 三道溝満族郷 - 旧門満族郷 - 薬王満族郷 - 綏中県 - 西平坡満族郷 - 葛家満族郷 - 高甸子満族郷 - 范家満族郷 - 網戸満族郷 - 明水満族郷 - 長春市九台区 - 莽卡満族郷 - 吉林市昌邑区 - 両家子満族郷 - 土城子満族朝鮮族郷 - 東豊県 - 三合満族朝鮮族郷 - 梅河口市 - 小楊満族朝鮮族郷 | : - 通化県 - 大泉源満族朝鮮族郷 - 金斗朝鮮族満族郷 - 扶余市 - 三駿満族モンゴル族シベ族郷 - 琿春市 - 楊泡満族郷 - 三家子満族郷 - ハルビン市南崗区 - 紅旗満族郷 - ハルビン市双城区 - 青嶺満族郷 - 楽群満族郷 - 希勤満族郷 - 同心満族郷 - 五常市 - 紅旗満族郷 - 営城子満族郷 - 富裕県 - 友誼ダウール族満族キルギス族郷 - 友誼県 - 成富朝鮮族満族郷 - 勃利県 - 吉興朝鮮族満族郷 - 寧安市 - 江南朝鮮族満族郷 - 孫呉県 - 沿江満族郷 - 綏化市北林区 - 紅旗満族郷 - 望奎県 - 霊山満族郷 - 廂白満族郷 - 肥東県 - 牌坊回族満族郷 | : - 黔西市 - 金坡ミャオ族イ族満族郷 - 大方県 - 黄泥イ族ミャオ族満族郷 - 金沙県 - 安洛ミャオ族イ族満族郷 - 新化ミャオ族イ族満族郷 |

## 歴史

### 古代の記録
周代、狩猟民族の粛慎が中国東北部に居住しており、中原の諸王朝に対して、毛皮や石製の武器などを貢物として献じていた。また貊という民族も存在し、戦国時代から漢代にかけての漢民族の進出と楽浪郡（前108年設置）以下4郡の設置という動きのなかで、貊のなかからさまざまな民族が興った。
- 粛慎（ - 晋）
- 夫余（前漢 - 南北朝時代）
- 挹婁（後漢 - 三国時代）
- 勿吉（南北朝時代）
- 靺鞨（隋 - 唐）

高句麗を建国したのも韓族ではなく、貊族であった。7世紀末葉、粟末靺鞨に高句麗の遺民を加え、南満洲から現在の朝鮮半島北部にかけての地に、「海東の盛国」と称された渤海が建国された。渤海は10世紀に滅亡した。

### 金王朝と女真族
11世紀に至ると、満洲族の起源の一つともされる女真が現れた。1115年、完顔阿骨打（ワンヤン・アクダ）により金が建てられた。女真は、靺鞨七部のうち、黒水靺鞨と呼ばれた集団だと考えられる。金は、渤海を滅ぼしたモンゴル系契丹族による遊牧民王朝の遼を滅ぼし、さらに1126年、漢民族王朝の宋の徽宗・欽宗のニ帝および皇族・重臣らを捕らえて中国北半を支配し、燕京（いまの北京市）に都を移して宋朝を南へと追いやった。女真文字を作成し、政府組織を中央・地方ともに中国風にして支配体制を整えたが、軍事権力を強く握って独占したのは女真族であり、政府首脳もまた女真族によって占められた。女真人には行政と軍事を兼ねた猛安・謀克（ミンガン・ムクン）の制度などがとられ、特別の保護がなされた。東北部（満洲）にあっては大部分が猛安・謀克制によって統治されたが、他民族の住む西部や南部では州県制が採用された。
13世紀、モンゴル帝国による猛攻を受けた金は劣勢に立ち、都を開封に移したものの、1232年には開封が包囲された。そして1234年、オゴデイらの進撃により、逃走していた哀宗が自殺して金は滅んだ。一方、これに先立って、契丹の反乱鎮圧を称して挙兵していた金王朝の将の蒲鮮万奴は、1215年に金より自立して「天王」を名乗り、東夏国（大真国）を建国していた。東夏は、モンゴルに服属したり自立したりを繰り返していたが、この国もまた、1233年、オゴデイの子のグユクによって滅ぼされた。
女真族は、金がモンゴル帝国に滅ぼされてからのちは、モンゴル帝国、大元、大明の支配下に置かれた。その間、金の時代に創始した女真文字もしだいに失われ、金建国以前の部族集団に後退した。当時の女真族の家族は、主人と奴婢に完全に二分されており、主人は狩猟や採集、交易、戦争などの外仕事、奴婢は農耕やブタの飼養など食糧生産を担当するという分業体制が確立していた。その役割は固定し、世襲されていったが、代々起居や食事をともにし、双方の物産・物資は分け隔てなく均等に分配されたから、両者の結びつきはきわめて緊密であった。東北部に残留した女真は、元代には遼陽等処行中書省の管轄下に入ったが、その統制はゆるやかなもので、ほぼ完全な自治が許されていた。元代から明代に至るまで、女真族は建州女真、海西女真、野人女真の三部に分たれていた。

### 女真族から満洲族へ

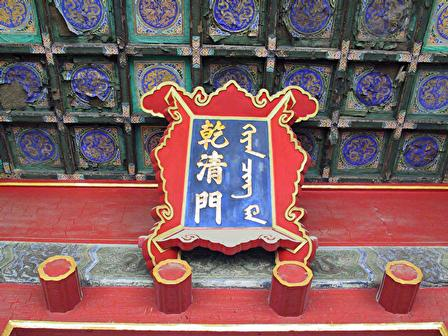
満洲文字（右）と漢字（左）
----
紫禁城（北京）乾清門の額

16世紀になると、明朝の衰えとともに女真の再統一が目指された。中国本土と文化的・地理的に近い建州女真から、スクスフ部の有力な氏族であるアイシンギョロ（愛新覚羅）氏のヌルハチが登場し、勢力を伸ばした。ヌルハチの支配する領域は、一方では「マンジュ国」（ᠮᠠᠨᠵᡠ
ᡤᡠᡵᡠᠨ, manju gurun, 満洲国）と称されるようになったが、マンジュ国がさらに海西女真四部（マンジュ政権からは「フルン四部」）、野人女真四部（同じく「東海四部」）を統合していく過程で、「マンジュ」が広く女真全体の総称として用いられるようになった。なお、建州・海西・野人の各女真には、それぞれ内部的に何らかの結合関係があったと考えられがちだが、実際はそうではなかった。建州女真のなかの五部もまた、それぞれ別個に建てられた5つの国のような様相を呈しており、それを越えてのまとまりはなかった。「マンジュ国」は、その意味で複合部族国家であった。
金の滅亡後、女真文字は失われ、女真族はモンゴル文や漢文に翻訳して文書をつくるようになっていたが、「マンジュ国」の勢威が拡大し、民族統合を進めるなかで民族的自覚は高まり、その長であるヌルハチは、自分たちの文書を外国語に翻訳して記述している状況を不自然だと感じるようになっていた。ヌルハチは、学者エルデニ・バクシに命じて文字をつくらせた。1599年のこととされている。すなわち、広大な地域で話されるようになった「マンジュ国」の言語を表記するため、アラム文字をルーツにするモンゴル文字（縦書きの古ウイグル文字を応用したもの）を改良させて無圏点満洲文字をつくり、当時の女真語（満洲語）を表記することとしたのである。さらに、無圏点文字では区別することのできないha(ᡥᠠ)とga(ᡤᠠ)、de(ᡩ᠋ᡝ᠋)とte (ᡨᡝ᠋）などを識別するため、ヌルハチの子のホンタイジは、17世紀にダハイ・バクシに有圏点満洲文字をつくらせた。満洲文字の資料は有圏点満洲文字で書かれたものが圧倒的に多い。
1616年、中国東北部のほぼ全域を領有したヌルハチは後金を建てた。これは、数百年の空白を隔てて、2度にわたり歴史に名を残す統一国家を樹立して中国内地を支配した稀有な例であった。後金はヌルハチ没後も発展し、子息ホンタイジは内モンゴルを併合し、李氏朝鮮を属国となして国号を「清」に改め、また、民族名も「女真」を民族名として用いることを禁じ、"マンジュ"と改め、それに「満洲」の字を当てた。
- ジュシェン（ᠵᡠᡧᡝᠨ, jušen, 女真） 1635年11月22日（天聡9年十月庚寅）まで。
- マンジュ（ᠮᠠᠨᠵᡠ, manju, 満洲）　1636年（崇徳に改元）以降。ホンタイジによる改称[注釈 11]。

### 清朝の中国支配
女真族出身のホンタイジは女真の概念を捨て、女真人、蒙古人、遼東漢人等の北方諸族を満洲（人）と統合し、国号を「大清」に改めた。ちなみに、民族の名称を表す“満”と“洲”、そして政権の名称を表す“清”のいずれにも“氵（さんずい）”が付いているのは、五行の火徳に結び付く“明”を“以水克火”するという陰陽五行思想に基づいているとされる。ホンタイジは、1636年、清の国号を称したとき、満、漢、モンゴルの三勢力に推戴され、多民族国家の君主としてハーンであると同時に皇帝でもあるということを、内外に宣言した。多民族王朝となった清のもと、満洲人は、八旗と称する8グループに編成され、王朝を支える支配層を構成する主要民族のひとつとなり、軍人・官僚を輩出した。

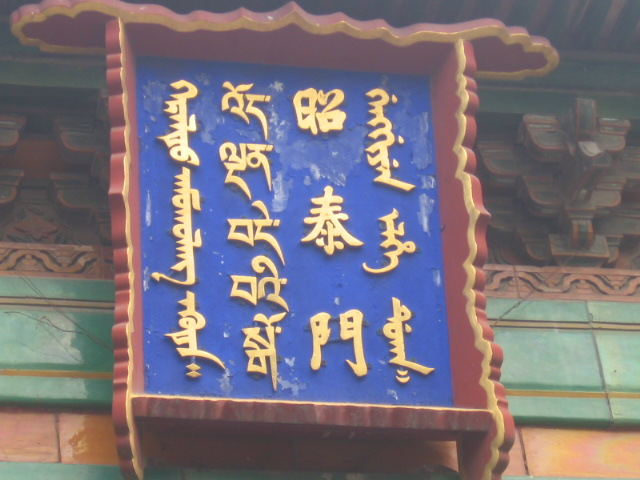
雍和宮（北京）昭泰門に掲げられた扁額。左からモンゴル文、チベット文、漢文、満洲文の四体合璧となっている。

1644年、清は山海関を越えて万里の長城以南に進出し、李自成の乱で滅亡した明にかわって北京に入城した。明滅亡後は、明の旧領を征服し、八旗を北京に集団移住させて漢人の土地を満洲人が支配する体制を築き上げた。歴代の清朝皇帝は、同時に、満洲やモンゴルなど北方民族社会の長としてのハーンでもあった。その意味で清朝は、非漢族のハンが中国皇帝でもあるという「夷」と「華」が同居する二重性を有していたが、日本の東洋史学者石橋崇雄は、さらにこれに「旗＝満（東北部での満・蒙・漢）」の体系を加えた「三重の帝国」であったとしている。首都北京は中国内地の華北に、副都盛京（現、瀋陽）は中国東北部に、行在所「避暑山荘」は熱河（現、承徳）にそれぞれ位置しており、いずれも清朝のハン（大清皇帝）が政治の実務を執り行った場所という点では共通しているが、実際はこの3か所の性格はまったく異質であった。清朝の皇帝は、北京にいるときは中華世界の天子として君臨していたが、長城外に位置する熱河の離宮（「避暑山荘」）では、内陸アジア世界におけるモンゴル族の首長、ボグド=セチェン=ハンとして行動し、熱河は、モンゴル族やチベット族のみならず、ウイグルの王公、テュルク系民族の首長（ベグ）、朝鮮（李朝）および大南（阮朝）・タイ王国（アユタヤ王朝、トンブリー王朝、チャクリー王朝）・ビルマ（コンバウン王朝）といった東南アジアにおける朝貢国の使節、さらにイギリスの使節までも朝覲する非漢族世界「藩」の中心であった。一方、瀋陽の奉天行宮（瀋陽故宮）東郭には右翼王および左翼王の執務室と八旗それぞれの建造物をともなう、旗人の部族長会議を反映した十王亭がある。
清朝期の建築物は、複数言語で表記される「合璧形式」の額が掲げられることを一大特徴としているが、ここでは満・漢合璧であるだけでなく、満・漢・蒙の合璧、それにチベットを加えた四体合璧、さらにウイグルを加えた五体完璧もある。清朝の記録はまた、『満洲実録』をはじめとする実録類が原則として満文本・漢文本・蒙古文本の三種類によって編纂されており、満・漢・蒙の各語を担当する翻訳官がおり、そのための科挙もあった。これにチベットやウイグルなどの諸語も含めた官撰・私撰の辞書が多く作られたのも清朝文化の特徴となっている。大清帝国は、満・漢・蒙の三重構造を基本としており、瀋陽・北京・熱河にあった3政務所はそれを象徴するものというとらえ方ができるのである。
中国を扱った映画などにみられる辮髪や両把頭、チーパオ（チャイナドレス）は、本来は満洲人の習俗であったものが清代に漢人の社会に持ち込まれたものである。明との戦争に際しては占領地の男性住民に辮髪を命じ、明の滅亡は満洲族の髪型と服装を漢族にも強制して漢人の服飾を身に付けることを禁止し、漢民族の伝統文化を抑圧する態度をとった。これを「剃髪易服」（髪を剃り、服を替えるの意）という。一方、科挙の実施や中央に内閣、六部、地方に総督、巡撫を設置して軍事・政治を管轄させるなど、明朝の行政制度を存続させて強硬政策と懐柔政策を併用した。また、指導理念として朱子学をはじめとする儒家の思想も取り入れていた。

### 盛期の清王朝と満洲人
17世紀、コサック（カザク）によるシベリアへの東進が著しいロシア・ツァーリ国と清とが国境をめぐって対立した（清露国境紛争）>。1650年代初頭、エロフェイ・ハバロフ率いるコサックの一派はアムール川に臨む清側の拠点ヤクサ（雅克薩）を奪い、同地をアルバジンと改めて東方進出への拠点とした。ロシア人はアムール川を下りながら先住民からヤサク（毛皮税）を徴収した。1652年、現在のハバロフスク周辺とみられるアチャンスクで清露の戦闘が起こった。1658年には朝鮮国軍も動員した清国側が勝利し、アムール川流域からロシア人勢力を駆逐したが、1665年、シベリアに追放されていたポーランド貴族のニキフォール・チェルノゴフスキーがイリムスクのヴォイヴォダ（軍司令官）を殺害して逃走、ヤクサ国を建国して先住民から毛皮税を徴収した。清露国境紛争は再燃し、1683年、アルバジン戦争が勃発、戦況は清側優勢で推移し、1689年、清露両国はネルチンスク条約を結んで講和した。その結果、外満洲を含めた満洲全体が清の領土と確定した。なお、この時のロシア人捕虜は「ニル」に編成され鑲黄旗満洲に配属された。
清の歴代の皇帝は、漢人が圧倒的多数を占める中国を支配するにあたっても、満洲語をはじめとする独自の民族文化の維持・発展に努めていた。しかし、次第に満洲語は廃れ、満洲人の間でも漢語が話されるようになり、習俗もしだいに漢化していった。清代中期の北京の満洲人によって編まれた「子弟書」という俗曲集には、漢語と満洲語を交ぜてできている曲があり、当時の満洲人の言語状況の一端がかいまみえる。
清朝によって優遇された満洲族は清朝発展にともない中国本土に移住する者が増加した一方、満洲人の故地である満洲では人口が減り、荒廃したため、1653年から1668年まで遼東招民開墾令を出して漢人の移住を勧めた。しかし、18世紀に入ると東北部（満洲）に自発的に移住する漢人の数が急増したため、1740年には移住禁止令を出して満洲人の生活を保護しようとした。
1735年から1795年まで治世60年におよぶ第6代乾隆帝は、45年にわたる外征を「十全武功」と称し、晩年好んで用いた玉璽にも「十全老人」の文字を彫らせた。1750年代の後半には、清は乾隆帝の外征により中国東北部、中国内地、モンゴル高原、東トルキスタンを含むテンシャン山脈の南北両側、チベットより構成される最大版図を築いた。1759年にはテンシャンの南北両側地域を「新彊」と命名した。現代の中国の骨格は、乾隆帝によってかたちづくられたということができる。

### 列強の進出と満洲族

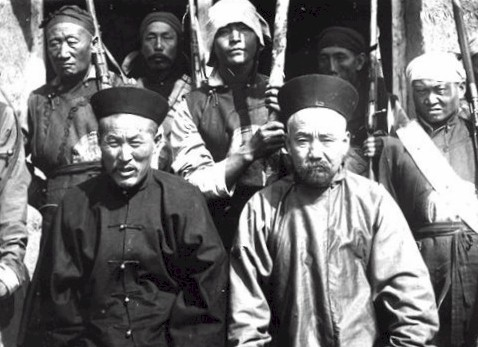
清朝末期の満洲族の武人たち

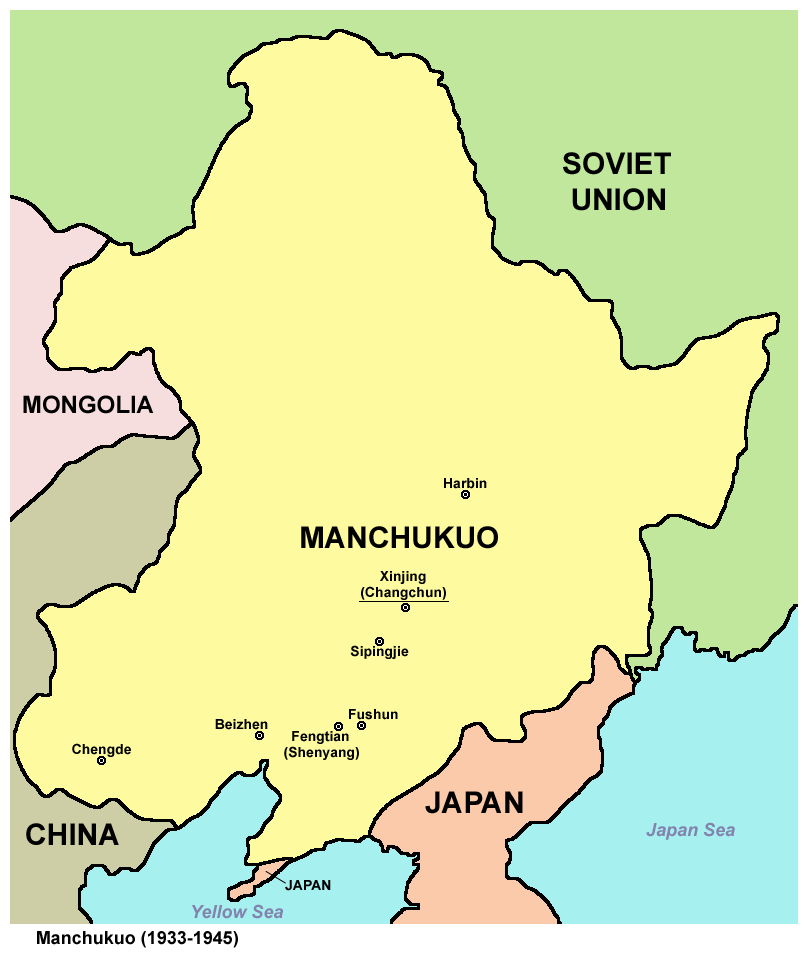
満洲国（1932-1945）の地図

1840年以降、清がアヘン戦争やアロー戦争に敗北し、大規模な農民反乱である太平天国の乱が起こって弱体化すると、ロシアは清に対して武力による威圧を強め、1858年にはアイグン条約を結んで、清領とされてきた外満洲のうちに割譲し、両国の共同管理することとなった。さらに2年後の1860年には北京条約によって、この地も正式にロシア領となった。
一方、皇帝の故郷の満洲は1860年までは保護され、漢人の移住はある程度制限されていたが、特普欽らの献策を容れて開放策に転じ、漢人農民の移住が急増した。中国史ではこれを「闖関東」と呼んでいる。漢人人口はさらに急増して満洲人人口を上回り、その生活域は蚕食された。また、イギリス領事館が営口に置かれるなど外国人勢力が満洲の南方からも入り込んで、満洲人の故郷は大きな変貌を遂げた。アヘン戦争の敗北後、清国は海禁政策を放棄して欧米列強に門戸を開いたが、日清戦争（1894-1895）や北清事変（1900）の敗北などによって深刻な半植民地状態に陥った。1911年の辛亥革命の際には「滅満興漢」がスローガンとして掲げられた。
1932年には日本の手によって、清の最後の皇帝だった宣統帝溥儀を執政（のちに皇帝）として満洲国が建てられた。満洲国は日・満・蒙・漢・朝の五民族による「五族協和」「王道楽土」を理念としており、国名に「満洲」を含むものの、満洲人がこの国を自分たちの民族国家として意識していたわけではない。しかし、建国後の満洲族には帝政期成運動を起こすなど、この国に民族の復権を期待する傾向も一部ではみられた。満洲国の建国宣言は、溥儀を担いだ旧清朝帝政派の人びとの主導によってなされ、それを関東軍が承認したものだが、そこには「礼教（儒教とほぼ同じだが、道徳秩序や祭礼面を前面に立てる）」を国教とすることが謳われていた。1934年の皇帝即位式において溥儀は、満洲族の民族衣装である竜袍の着用を、関東軍は「五族協和」の見地からこれを許されず、満洲国軍大総帥服を着用するよう求められた。溥儀はこれに従ったが、それに先立って祖霊に報告の開催を主張し、関東軍はその開催と着用を認めた。なお、満洲国における筆頭公用語は中国語（漢語）であり、第二公用語は日本語であった。ただし、筆頭公用語は中国語とも漢語（シナ語）とも称されず「満洲語」もしくは「満語」と称され、満洲国の住人は満族・漢族とわず「満人」と称された。

### 現代の満族
第二次世界大戦後に成立した中華人民共和国は、愛新覚羅溥儀を「思想改造」したのち満洲族代表として中国人民政治協商会議全国委員に任命し、「民族識別工作」を行って国内の少数民族を一定の権利を有する民族として公認していった。清代の旗人たちは、主にマンジュたちにより構成された満洲八旗のほか、蒙古八旗・漢軍八旗など3つの集団から構成されていたが、この「民族識別工作」では、蒙古八旗や漢軍八旗の末裔たちを「蒙古族」や「漢族」に区分するのではなく、「旗人」全体をまとめて「満族」と区分した。
満洲八旗に属していた錫伯（シベ）族、達斡爾（ダウール）族などについては、それぞれ56の民族の一員である独自の民族として識別されている。
なお、満洲族は、清代に支配者階級として長城以南に移住した経緯上から都市住民が多いため、漢民族に比べて教育水準が高い。1990年の人口調査資料によれば満洲族人口1万人当たりの大学進学者数は1,652.2人で、全国平均水準139.0人、漢族平均水準143.1人に比べて遥かに高かった。また、15歳以上で非識字・半非識字が占める比率は、満族は1.41パーセントで、全国22.21パーセント、漢族21.53パーセントよりも遥かに低く、中国国内の各民族の中で非識字率（半非識字率を含む）が最も低い。

## 生業と文化・習俗

### 伝統的生業
明代までは半農半猟生活を送っていたが、建州女真・清代以降は農耕および牛馬の牧畜が主流となった。農耕はムギ、アワ、ヒエ、キビなど穀類を中心とする天水農業であった。狩猟はテン、キツネ、ミンク、リスなど毛皮目的であり、中華料理の食材となるキクラゲ、キノコ類、松の実、薬用として知られる朝鮮人参（オタネニンジン）の採集などもおこなわれた。清朝の軍事組織として知られる八旗も、その編成方法は元来、満洲族の狩猟生活からあみだされた巻狩の制を応用したものだったといわれる。
明代後期の遼東地方で当時高額で取引された二大商品といえば、クロテンの毛皮と山岳地帯に自生する薬用人参であった。こうした産物は現地で消費されず、奥地からリレー式に遼陽にもたらされ、さらに北京方面へと送られて、穀物、織物、金属製品といった中国内地の商品と交換される。ヌルハチはこうした特産品のルートを掌握して交易の利益を得ていた氏族長のひとりであった。
ヌルハチの故地に関して言えば、その地は山がちで大小の河川が縦横に流れ、斜面や点在する平地ではコーリャンなどが栽培されていたが、農地としては必ずしも恵まれていなかった。したがって、西方に隣接する肥沃で広大な遼東平野の農地は、彼にすれば垂涎の的であった。ヌルハチは遼東に進出するや女真人（満洲人）をこの地に続々と移住させ、農耕国家として発展する基礎を固めた。
中国東北部は養豚で有名だった。ただし、こうした生業のみで十分な自給自足ができるというほどの経済的基盤を有していたわけではなかった。なお、吉林省吉林市の鷹屯は、鷹狩に従事する八旗の兵士が代々居住し、鷹匠を数多く輩出した地であり、古い狩猟文化を今日に伝えている。

### 習俗と生活文化

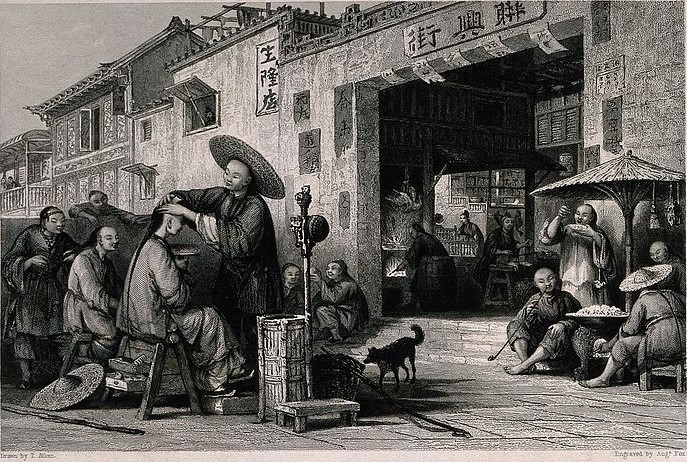
辮髪にカットする巡回理髪者（19世紀、トーマス・アロム画）

満洲族の服飾は漢民族の影響を受けていたが、纏足の習慣はなかった。女性の服飾は、上述したチーパオまたはベストを着用することが多く、男性は伝統的に筒袖のチョッキとズボンという服飾を好んだ。
満洲族男性の伝統的なヘアスタイルは辮髪であった。1644年の北京入城直後、清の第3代皇帝フリン（順治帝）の摂政ドルゴンは、清に服属するか逆らうかを区別するため、漢族に対しても「薙髪令」を発令した。この際は、中華思想の根強い抵抗のため強制できなかった。しかし1645年、「薙髪令」を再発令し、辮髪を強制した。このとき、辮髪を拒否する者には死刑を以て臨んだ。儒教の伝統的な考えでは、毛髪を含む身体を傷付けることは「不孝」とされ、タブーであったため、抵抗する者も多かったが、清朝は辮髪を行った者に対しては「髪を切って我に従うものには、すべてもとどおり安堵する」として従来の生活や慣習が行えることを保証した。清朝は、漢族が辮髪を嫌悪していることを承知したうえで、あえて「薙髪令」を再発令したのであり、ある意味、清朝の敵味方の識別のためには、これ以上効果的な策はなかった。
やがて、19世紀には辮髪が完全に普及し、僧侶と道士と女性のほかはことごとく辮髪するようになり、中国のものと見なされるようになった。

### 氏族制と社会文化

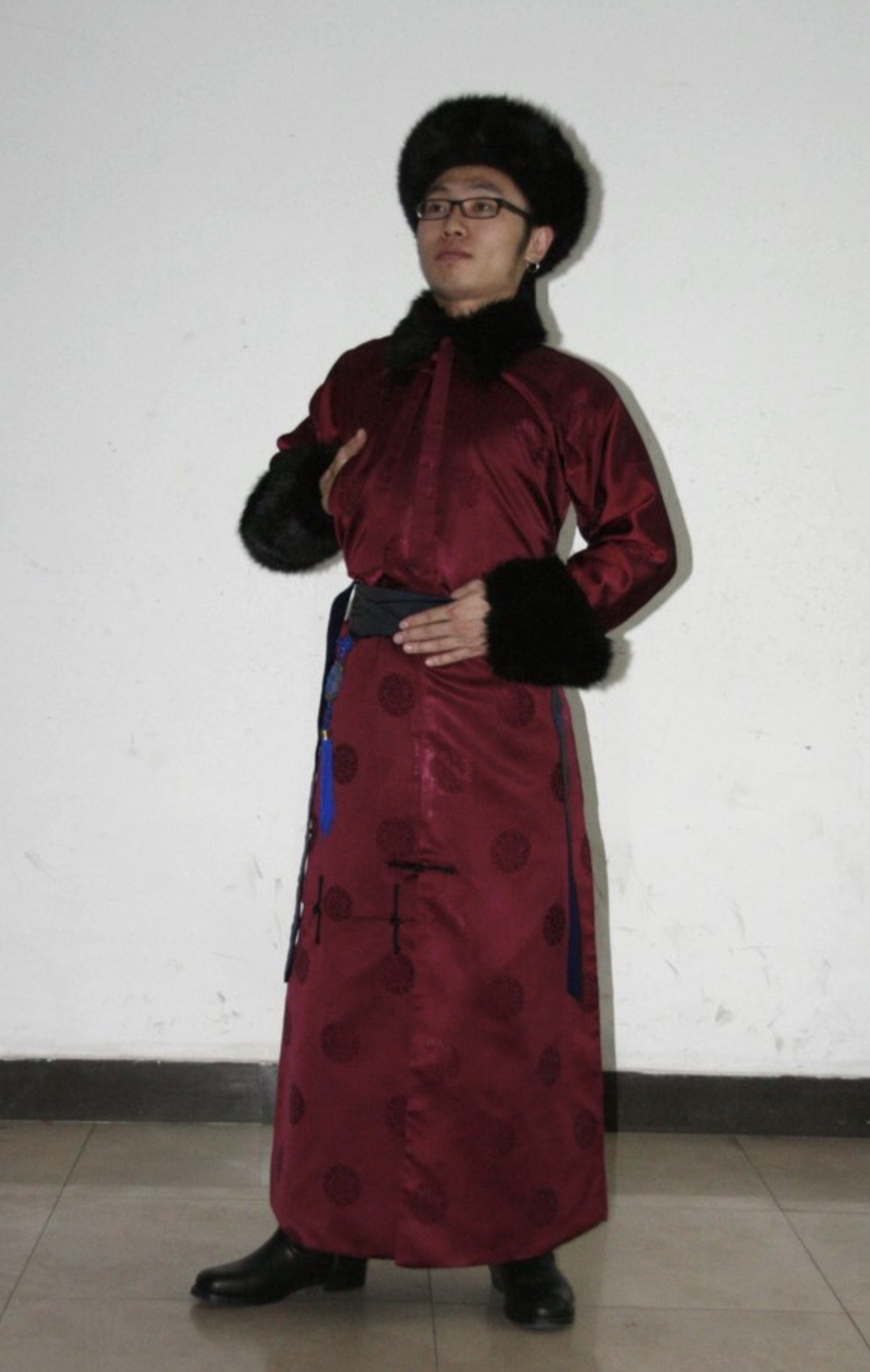
伝統衣装を着た現代の満族男性（2012年）

満洲族は主に「哈喇（ᡥᠠᠯᠠ,）」または「ムクン（mukūn）」と呼ばれる父系氏族で構成された。ロシアのセルゲイ・シロコゴロフはかつて、ハラが基本的な血縁組織であり、その後、血縁組織の発展にともないガルガン（garugan）、ムクンの2層が生じたと論じ、中国の莫東寅はこれを継承して、ハラ（部族）、ガルガン（胞族）、ムクン（氏族）の三層構造を唱えた。しかし、シロコゴルフ・莫東寅の説は、今西春秋が指摘しているように何ら史料的根拠を有しない。これに対し、三田村泰助は、詳細な検討の結果、ムクンをハラから派生した地域関係を基とする血族集団とみなす見解を示した。ムクンがハラより発生したとする説は、現在、多くの専門家の支持する定説となっている。ムクンは、金代女真族の「謀克」を原義としているとみられ、一義的には「族」、二義的には「氏」を表しており、一方、ハラには「姓」の字があてられる。清代にあっては、ハラはもはや実体をともなった血縁組織とはいえず、ムクンだけがのこったが、野人女直と呼ばれた人びととその末裔にあってはハラ組織が濃厚に残存したのだった。
明・清両王朝の皇宮となった紫禁城では、明が内廷（後宮）と外廷の間に塀を設け、その区別が厳格であったのに対し、清朝ではその塀を撤去して両者の区別は緩やかなものとなり、また、内廷においても男子禁制が明ほどには厳しくなかった。このことは、漢族の家族制と満洲族の氏族制の相違が反映しているものととらえることができる。

#### 満洲族の姓氏
1個のハラは複数のムクンを包含するが、1個のムクンはただ1つのハラに帰属しており、ハラ組織は元来、地域的同一性を有していた。女真族（満洲民族）のハラの由来は、次の2種に大別できる。
1. 地名や河川名を姓とするもの … グワルギャ（瓜爾佳（中国語版））、トゥンギャ（佟佳）、ドンゴ（董鄂）、マギャ（馬佳）など。
2. 古来のトーテムを姓とするもの … ニョフル（鈕祜禄（中国語版）、原義は「オオカミ」）、サクダ（薩克達、原義は「イノシシ」）、ニマチャ（尼馬察、原義は「魚」）、ショムル（舒穆禄）など[59]。

ハラは、当初は族外婚の単位であると同時に族内への受け入れ機能を有し、血讐の義務をともない、また、精神生活の単位でもあった。それに対し、ムクンはハラの瓦解を受けて不断に分節化し、発展していったもので、その過程も示していた。たとえば、ギョロ（覚羅）というハラは、『氏族通譜』によれば、イルゲンギョロ（伊爾根覚羅）、シュシュギョロ（舒舒覚羅）、シリンギョロ（西林覚羅）、トゥンギャンギョロ（通顔覚羅）、アヤンギョロ（阿顔覚羅）、フルンギョロ（呼倫覚羅）、アハギョロ（阿哈覚羅）、チャラギョロ（察喇覚羅）という8つのムクンに分かれ、さらにそれぞれが多数の分枝を持っていた。ハラからムクンが生じた理由のひとつは族外婚規制の機能緩和であって、すでに明代女真族において婚姻禁忌が破られていたことにある。すなわち、同一ハラ内の異ムクンとの通婚を可としたのである。太祖ヌルハチはアイシンギョロ出身であったが、その妻にはイルゲンギョロ氏2名、シリンギョロ氏1名、ギャムフギョロ（嘉穆瑚覚羅）1名、計4人の異ムクンの妻女が含まれていた。
満洲民族の姓氏は本来、アイシンギョロ（愛新覚羅、ᠠᡳ᠌ᠰᡳ᠍ᠨ
ᡤᡳᠣᡵᠣ, aisin gioro)、イェヘナラ（葉赫那拉、ᠶᡝᡥᡝ
ᠨᠠᡵᠠ, yehe nara）、ヒタラ（喜塔臘、ᡥᡳᡨ᠋ᠠᡵᠠ, hitara) 等にみられるように満洲語に基づいたものであった。しかし、現代満族の多くは、漢民族の姓氏になぞらえて主に一文字の「漢姓」を用いている。これは、清末期の辛亥革命の風潮、第二次世界大戦後の「漢奸」狩り、中華人民共和国成立後の文化大革命など、中国当局の弾圧を避けるための一方策であったと考えられる。しかしながら、その場合であっても、
- アイシンギョロ（愛新覚羅） → 「金」「羅」または「趙」に
- グワルギャ（瓜爾佳（中国語版）、ᡤᡡᠸᠠᠯᡤᡳᠶᠠ,  gūwalgiya) → 「関」に
- イェヘナラ（葉赫那拉） → 「葉」または「那（中国語版）」に
- イルゲンギョロ（伊爾根覚羅、ᡳᡵᡤᡝᠨ
ᡤᡳᠣᡵᠣ, irgen gioro） → 「趙」または「佟」に
- ニョフル（鈕祜禄） → 「郎」または「浪」に[59]
- フチャ（富察、ᡶ᠋ᡠᠴᠠ, fuca） → 「富（中国語版）」または「傅」に
- ヘシェリ（赫舎里、ᡥᡝᡧᡝᡵᡳ, hešeri） →「赫（中国語版）」「何」または「英（中国語版）」に
- トゥンギャ（佟佳 ᡨᡠ᠋ᡢᡤᡳᠶᠠ, tunggiya） → 「佟」に
- ワンギャ（完顔、ᠸᠠᠩᡤᡳᠶᠠ, wanggiya） → 「王」に

というように、改姓の際にも一定の原則に従っている。現代満族は、「氏族 ― 哈喇（姓）漢訳表」と照らし合わせることによって自分の本来の姓氏を知ることができるようになっている。
満洲民族はもともとモンゴル人の影響を受けて、漢民族のように姓氏と名を同時に呼ぶ習慣はなく、名前のみを呼ぶか、名前の前に爵位や官職名を付けて呼んでいた（例：睿親王ドルゴン）。あえて姓氏と名を続けて呼ぶ場合は、例えば「グワルギャ姓のオボイ（満洲語: ᡤᡡᠸᠠᠯᡤᡳᠶᠠ
ᡥᠠᠯᠠ ᡳ
ᠣᠪᠣᡳ ,  gūwalgiya hala-i oboi） 」のような呼び方をしていた。

#### 婚姻
伝統的な婚姻は、族外婚と満漢不婚によって特徴づけられる。族外婚規制は、同じ氏族同士は結婚しないという原則であり、現代においても濃厚に確認でき、しかも、その規制の強さは漢族以上である。上述した「ハラ（旧氏族）」は当初、族外婚の単位であったが、その分節化によって生じた「ムクン（新氏族）」が現代における族外婚単位となっている。
満漢不婚は、満族と漢族の婚姻禁止の慣習であったが、現代においては守られていない。かつて満洲族は全体が八旗の組織に入る旗人であり、入旗していない漢族との通婚は許されていなかったが、入旗している漢族（漢軍八旗）との結婚は可能であった。なお、彼らが女真族と称していた時代にあっては、子が継母を娶ったり、弟が嫂を娶ったりする収継婚も多かったが、ホンタイジの時代に入ると漢人的な観念が浸透して旧俗矯正が図られ、収継婚は禁止された。
満洲族の婚姻の旧俗では、子女が成年に達すると双方の両親または仲人の話し合いを経て、双方の「門戸帳」（本人の生辰八字（生年月日）と姓氏三代（曾祖父母・祖父母・父母の姓名）が記されている）を交換し、これが適合すれば婚約できるなど、おびただしい数のしきたりと規制があった。

#### 葬送と殉死の風習

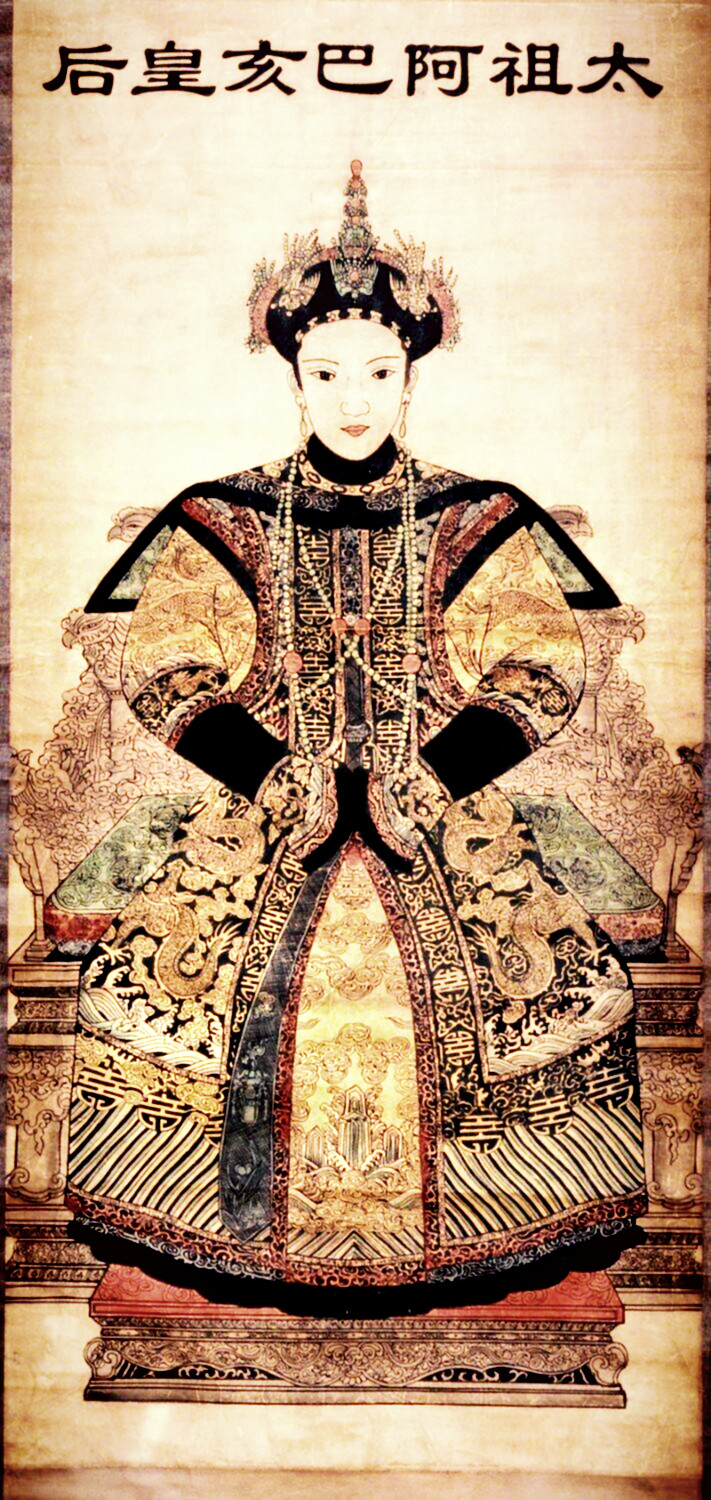
太祖ヌルハチに殉死した夫人、アバハイ（孝烈武皇后）

女真族の旧俗では、火葬が行われていた。ヌルハチもホンタイジも火葬され、3代順治帝は火葬制度を詳細に定め、彼自身も火葬された。順治年間以降、北京の満洲族はしだいに土葬を行うようになったが、清朝は漢化を防止する観点から、各地に駐防する旗人の行動に厳しい制限を課し、死後、現地に墳墓を設けることを許さず、必ず京旗に帰葬することとした。そのため、火葬の風習は各地の駐防にたずさわる旗人の間で保たれた。しかし、乾隆年間になると、各地の戦役も収まり、火葬を不孝・不道とみなす漢族の儒家思想の影響も受けていたので、乾隆帝は死後に現地で土葬することを許可し、帰葬を一律に禁止した。
女真の人びとはまた、死者の葬送のために牛・馬を殺してこれを死者に捧げ、その肉を食すという旧俗をもっていた。このような習俗は康熙帝の頃まではつづいたが、やがて漢民族の習俗を取り入れ、紙馬をもって祭礼をおこなうようになった。
殉死の風習も広く行われ、ヌルハチの妻の死去の際には4人の奴婢が、ヌルハチ自身の死去の際にも正妃アバハイと2人の側室が殉死した。ホンタイジは殉死の強制を禁止したが、禁止されたのは強制行為のみであって殉死そのものは否定されなかった。ホンタイジの死去の際には近侍2名が殉死している。殉死の旧俗が満洲族の社会で連綿と続いてきたのは、奴婢の制度と無関係ではないと考えられる。康熙帝が在位中に殉死の禁止を諭す命令を発し、以降は紙人を焼くことで死者の霊魂を祭ることとなった。

### 言語・文字

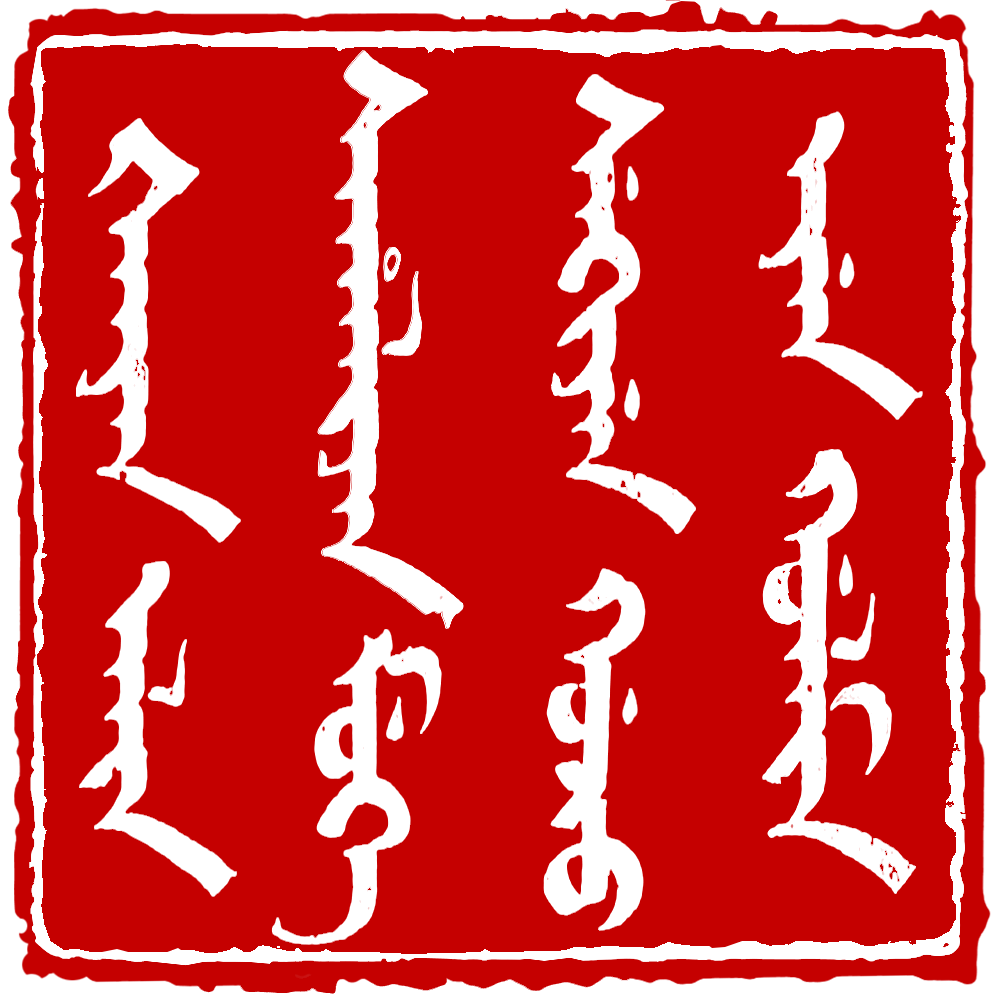
満州文字の朱印
----
「白山黒水、源遠流長」の満洲語 "Šanyan alin, sahaliyan muke, sekiyen goro, eyen golmin" を満文で示している。

満洲語は、広義ではツングース語に属し、言語構造も同族の他言語とおおむね似通っている。語彙はモンゴル語、漢語からの借用語が多い。清朝にあっては第一公用語の地位にあった。満洲語は、その話者が北京はじめ中国全土に居住するようになり、言語分布は拡大したが、漢人に比較すると人口の絶対数がきわめて少なかったので、満洲族の文化は漢化し、言語も漢語を話すようになり、満洲語はしだいに使わなくなっていった。満洲語使用は、すでに清朝中期の隆盛期には衰微の兆候を示していたという。現代、満洲語は中国東北部のごく一部でしか話されなくなっている。なお、乾隆年間中期にイリ地方へ移住したシベ族の末裔は今日でも満洲語を話している。これをシベ語といい、シベ語（シベ文字）の新聞や書籍も発行されている。
満洲文語の資料には、『満文老檔』をはじめとする記録類、満洲・モンゴル・漢・チベット・ウイグル5族の言語を対照させた『御製五体清文鑑』などの辞書類、『大蔵経』、漢文古典その他大量の翻訳文献などがある。また、文語資料にはあたらないが17世紀の日本越前国の船乗りが漂流した際の記録、『韃靼漂流記（異国物語）』には当時の満洲語が仮名文字で収録されている。満洲語についての情報の大半はこの種の文書記録から得られたものであり、この文語の基盤となった南部方言の直接的な記録は乏しい。満洲語について近代的な記録が行われ始めた19世紀には、満洲語はほとんど少数の知識人や官吏に依って用いられる人工的に整えられた形体となっており、西洋人による構造や文法についての記録が高い一貫性を持つ一方で、発音についての記録はしばしば混乱している。
満洲文字に先立つ女真文字については、金石文の発見や辞書『華夷訳語』に収録された対訳単語集・文例集により、その体系はほぼ解明されつつある。完顔希尹や完顔葉魯（耶魯）らによって1119年に創成された女真大字は表意文字、1138年に金の第3代皇帝熙宗が制定し、1145年に公布したと記される女真小字は表音文字であった。大字のみで表記、小字のみで表記、という三様の表記法があった。女真語は満洲語に近い言語だとみられる。両者は姉妹語関係にあったというよりは、むしろ方言的関係にあって、女真語は広義の満洲語のなかに没していったものと考えられる。
満洲文字は音素文字であり、左から縦書きで右に改行する。1632年、ホンタイジがギョルチャ氏の満洲旗人に命じて改良させた。新疆ウイグル自治区に在住するシベ族は、満洲文字を改良したシベ文字を使用している。

### 宗教

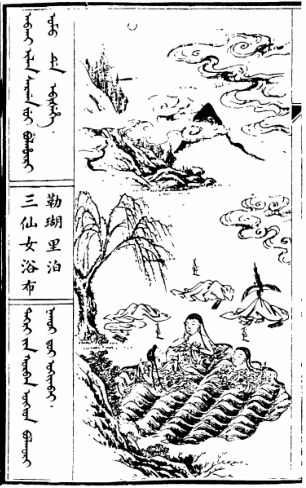
水浴びをする三仙女（『満洲実録』）

自然崇拝においては、火神・星神および神山・神石を尊崇し、とりわけ星神に対する信仰は最も普遍的なものであった。『吉林通志』にも「祭祀典礼は、満洲の最も重んずるは、一に祭星、二に祭祖」とある。星神とは、具体的には北斗七星であり、満洲語では「ᠨᠠᡩ᠋ᠠᠨ
ᡠᠰᡳᡥᠠ, nadan usiha, ナダン（七つ）ウシハ（星）」と称する。記録によれば、満洲族の祭星は、多くは月が沈む後に行う背灯祭で、そこでは灯火がかき消され静寂のなかで執り行われ、通常は占卜や祟り祓い、病祓いなどの巫術と結びついた除災の祭りである。満洲族に近い、同じツングース系のホジェン族もまた、七星を除災の神とみなし、「吉星神」と呼称する。満洲族の七星神は、のちに祭礼が固定的なものに整備されていき、それにともない人格神化していった。

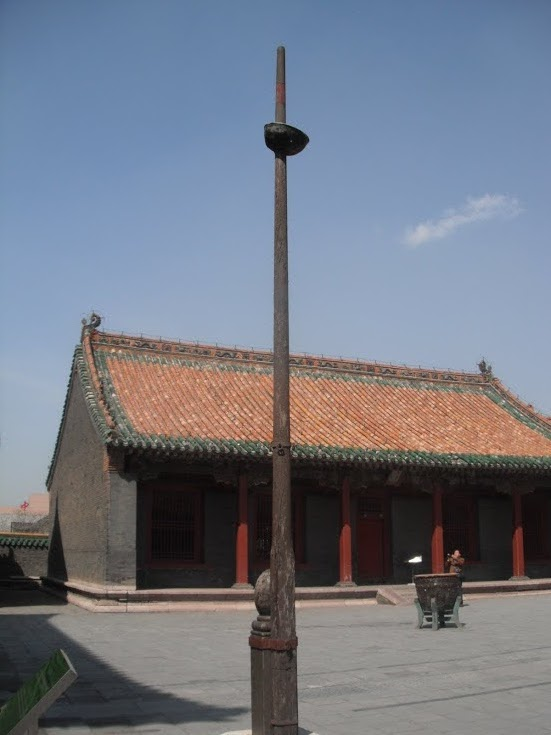
瀋陽故宮（旧、奉天行宮）の神杆（神鳥の止まり木）

満洲族は鳥・鵲（カササギ）・イヌを崇拝した。鳥・鵲の崇拝は満洲族のシャーマニズム信仰の古層をなしており、長白山で水浴びをしていた天女（三仙女の末娘）フォクレン（仏庫倫）が神鵲がくわえてきた朱果を食して感精し、満洲の始祖のブクリヨンション（布庫里雍順、愛新覚羅氏）を産んだという伝説がのこる。『満洲実録』でも鳥や鵲に関するいくつかの伝承が記述されており、同著の満文本では満洲人の後裔はカササギを祖としたことを伝えている。また、ヘトゥアラに抑留されていた朝鮮人李民煥の著述した『建州聞見録』では、建州女真がイヌを自分たちの祖先と見なしていて、イヌを殺したり食べたり、イヌ皮を使用することを決して許さないという習俗をもっていたことにふれている。こうした習俗は、清朝を通じて変わらなかった。
満洲族は元来、自身を地上に降臨した天上界に住む神々の子孫であると信じ、自身の氏神を中心として団結した。虎神、人面豹身の神、大鳥神（人面怪鳥の神）、突忽到瑪法（海獣の形象から変化した神）、鹿神などは、満洲の各氏族における保護神や祖神などとして崇められた。彼らは森林地帯での狩猟や採集に際して、しばしば各種の猛獣の襲撃に直面し、予期せぬ災禍や不幸に見舞われ、あるいは漁撈に際しても数々の危険や事故に遭遇し、自分たちの無力さを悟ることも多かったと考えられる。そこで鳥獣を神格化して祭祀し、その勇気や能力を借りて災厄を逃れようと願ったところから動物崇拝が始まったのだろうと推測される。ここにおいてシャーマンが憑依して、たとえば、虎の各種の動作を真似て病人に災いをなす妖魔を威嚇することにより、病気が治癒されるものと信じられた。鹿神は、ウジャラ（烏扎拉）氏が鹿の角を採取する際に祭った神であったが、ここではシャーマンが帽子の上に一対の鹿の角を挿し、鹿神に憑依するものとされた。
女真族（満洲族）は、仏教、とりわけモンゴル族の影響でチベット仏教になじんでいき、漢民族との交流を通じて彼らの民間信仰、とくに道教からの影響も受けていった。1616年の後金建国の際、ヌルハチはヘトゥアラ城東の山上に仏教寺院、玉皇廟、十王殿などを建設して、これを「七大廟」と称した。関帝（関羽）、仏祖（釈迦）、観世音菩薩はしだいにシャーマニズムの神祇の列に加えられ、清朝宮廷や一般満洲族から尊崇されるようになり、満洲古来の神々よりも篤い崇拝を受けた。
1626年、ホンタイジが即位した直後の儀礼では、最後に支配領域における弓の達人らに弓を射させる「射柳の儀式」が執行されたが、これは金時代の女真がシャーマニズムの拝天の祭儀に付属して行った儀式を継承したものであった。北京の紫禁城内廷の坤寧宮、盛京（現在の瀋陽）の奉天行宮の清寧宮は、ともに、中国皇帝を兼ねる満洲族のハーンが、シャーマンの祭祀を行った祭神殿として独特の設計が施されており、その入り口の南には神杆（しんかん）、すなわち神鳥の止まり木が建てられていた。坤寧宮では元旦行礼などの特別な祭祀のほか、常祭である朝・夕の祭りが毎日行われ、ブタが生贄として供えられた。また、神々の前で「薩満太々（サマンタイタイ）」と称される巫女が満洲語の神歌を唱え、跳ね回ったという。シャーマニズムの伝統は、満洲族が中国内地の支配的地位に立ってからも温存されたのであった。

### 神話・伝承
『満文老檔』天命6年（1621年）条や満文『内国史院檔』天聡8年（1634年）条には、当時の女真族（満洲族）が日食や月食という天文現象を「天界の犬が太陽・月を食べること」であると考えていたことを示唆する記述が収載されており、こうした伝承は他のツングース系の諸民族や朝鮮民族、テュルク系民族、また、パレオアジア語系とみられるニヴフ（ギリヤーク）にもみられる。
また、これに似た説話として、イチェ・マンジュ（伊徹満洲 ice manju/ 新満洲）人の伝承として、1.背後に敵軍が迫り、2.行く手を大河が遮り滅亡の危機を迎えるが、3.大河に魚の浮き橋ができて難を逃れ、4.滅亡を免れる（新天地へ移住する）という4つのモチーフをともなう説話も伝わっている。この4モチーフは、夫余・高句麗の開国説話（東明王・朱蒙伝説）にも共通し、オロチョン族やナナイ族などツングース系民族の説話にもみられる。

### 歌舞と武術

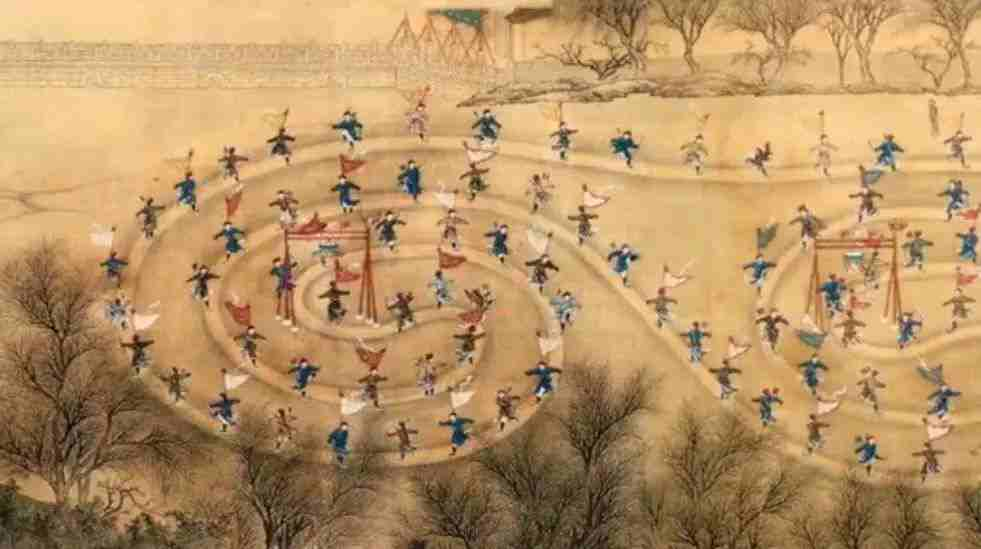
金昆・程志道・福隆安「氷嬉図」（『清代宮廷生活』より
----
厳寒期の北京でスケートをしながら矢を射る技を披露する八旗軍人

満洲族は、歌舞に長けた民族として知られており、そこには鮮やかな民族的個性と独特の品格がみられる。満洲族のなかで最もさかんに行われたのは、莽勢舞（莽式舞）と称する歌舞で、別名を「空斉」といった。莽勢舞は、集団のなかの1人が歌い、他の衆は「空斉」を以てこれに和し、正月や祝祭日に男女が相対して舞うというものであった。この舞には「九折十八式」と称される、漁撈・狩猟・騎射などの生活を反映した9つの舞のかたち、身体部位を用いた18の所作があったと伝わっている。清朝の北京入城後は宮廷に取り入れられて大規模化し、慶隆舞へと発展した。慶隆舞は、揚列舞（武舞）と喜起舞（文舞）の二部で構成された。
習武に関しては、満洲族は古来騎馬・射猟を得意とし、清朝建国後はこれを満洲の根本とみなして狩猟や軍事に活用するのみならず、競技化した。ヌルハチは、その趣味が弓の試合であり、すぐれた射手と技を競って負けなかったという弓の名手であったし、ホンタイジも飛翔する一羽の鳥をただの一矢で射落とすほどの腕前であった。競技種目としては歩射と騎射があり、弓術は、近代に至るまで満洲民族の伝統として受け継がれた。
スケートも満洲族が得意とするスポーツで、これまた初期の生業や軍事活動と結びついていた。冬季における酷寒の東北部では河川や湖沼が凍結して天然のスケートリンクとなった。スケートはスポーツであると同時に軍事訓練でもあり、乾隆帝はこれを「国俗」と称した。氷上で行われた競技としては他に、王などのリーダーが侍衛を率いて鞠（ボール）を蹴りながら氷上を走り、次いで諸貴族・官員の妻女たちが氷上で競争し、先に終点に着いたものを勝ちとする「踢行頭」などがあった。
満洲人たちはまた、相撲（角觝）をことのほか愛好し、それは満洲語で「布庫（プク）」と称された。すでに入関前の宮廷で弓試合や宴会の際に、相撲の実演が催されている。ホンタイジの時代にモンゴルとの関係が深まると、朝貢に訪れたモンゴル族の力士たちはしばしば宮廷内で技を披露し、満洲族の力士と勝負した。幼くして帝位に就き、権臣オボイの専横に苦しんだ康熙帝は若年の際、相撲好きと称して旗人より強壮な少年たちを選抜して密かに親衛隊をつくり、日々これを鍛錬させて、機が熟したときにオボイを逮捕、その腹心たちを一網打尽にして親政を開始したという逸話をもっている。

## 満洲族出身の著名人
| - 溥儀（愛新覚羅氏） - 溥傑（愛新覚羅氏） - 慧生（愛新覚羅氏） - 顕琦（愛新覚羅氏） - 婉容 - ゴブロ氏（郭布羅氏）出身。 - ヘシェン - 清朝の政治家。ニョフル氏（鈕祜禄氏）出身 - 西太后 - 同治帝の母。イェヘナラ氏（葉赫那拉氏）出身 - 崇厚 - 清朝の官僚。ワンギャ氏（完顔氏）出身 - 川島芳子（顯㺭） - アイシンギョロ氏（愛新覚羅氏）出身 - 老舎 - 中国の作家、「人民芸術家」とも称される。 - 常書鴻 - 画家。イルゲンギョロ氏（伊爾根覚羅氏）出身 | - 英若誠 - ヘシェリ氏（赫舎里氏）出身。中国の俳優。映画『ラストエンペラー』で収容所所長を演じ、音訳でイン・ルオ・チェンとも表記される。 - 英達 - 中国の俳優・演出家。英若誠の息子 - 郎雄 - 俳優 - 郎朗 - 中国のピアニスト - 那英 - 中国の歌手 - 佟健 - 中国のフィギュアスケート選手 - 關之琳（ロザムンド・クワン） - グワルギャ氏（瓜爾佳氏）出身。イギリス領香港→中国・香港の女優。 - 金大偉 - ミュージシャン、作曲家、映像作家、演出家、インスタレーション作家、画家。日満混血。映画『ロスト マンチュリア サマン』(ᠠᡴᡡ ᠣᡥᠣ ᠮᠠᠨ᠋ᠵᡠ ᠰᠠᠮᠠᠨ, akū oho manju saman)の監督 - 南仁東 - 中国の科学者。500メートル球面電波望遠鏡の開発者。 - 呉京 - 中国の俳優 - 李文亮 - 中国の医師 |

## 登場作品
- 韃靼疾風録 - 明から清への興亡を、平戸藩出身の桂庄助の目を通し描いた司馬遼太郎の小説。